# Бой у Асана
Бой у бу́хты Аса́н (Аза́н) или Бой у о́строва Пхундо́ — первое морское сражение японо-китайской войны 1894—1895 гг. Произошло 25 июля 1894 года у западного побережья Кореи недалеко от бухты Асан в Жёлтом море между китайскими и японскими кораблями.

## Ситуация перед боем
22 июля 1894 года в корейский порт Асан прибыли китайские военные корабли «Цзиюань», «Гуанъи», «Вэйюань». Корабли сопровождали два зафрахтованных транспортных судна — «Айжэнь» и «Фэйцзин» — с батальоном пехоты и военным снаряжением. После высадки войск транспорты ушли. Старший командир Фан Боцянь, получив сведения от англичан о подозрительных действиях японских крейсеров у берегов Кореи, отправил «Вэйюань» обратно в Китай. В Асане остались бронепалубный крейсер Северной («Бэйянской») китайской эскадры «Цзиюань» (2355 тонн водоизмещения, скорость 15 узлов, капитан Фан Боцянь) и откомандированный из южной Гуандунской эскадры минный крейсер «Гуанъи» (1110 тонн, 17 узлов, капитан Линь Госян). Они ожидали прибытия третьего транспорта «Гаошэн» (в старых русских текстах — «Коушинг»), вышедшего из Дагу позднее и следовавшего вместе с посыльным судном «Цаоцзян».
Япония в этот момент была готова начать военные действия до официального объявления Китаю войны. 23 июля Объединённый японский флот вышел из своей базы в Сасебо. От главной эскадры отделился передовой «Летучий» отряд контр-адмирала Кодзо Цубои из 4 бронепалубных крейсеров: «Ёсино» («Иосино») (4200 тонн, 23 узла), «Такатихо» (3600 тонн, 18 узлов) и однотипный с ним «Нанива» (командир — Х. Того), а также «Акицусима» (3100 тонн, 19 узлов, командир — Х. Камимура). Утром 25 июля японские крейсера подошли ко входу в Асанский залив.

## Соотношение сил
По некоторым данным, накануне боя «Такатихо» отделился от Летучего отряда и не принимал участия в сражении. Однако даже три японских крейсера имели полное превосходство перед находившимися в Асане двумя небольшими китайскими кораблями. Китайские «крейсера 3-го класса» по традиционной классификации представляли собой фактически тихоходные канонерские лодки с соответствующим вооружением: у «Цзиюаня» было два 8-дюймовых и одно 6-дюймовое орудие, у «Гуанъи» — три 4,7-дюймовых. Японские бронепалубные крейсера 2-го класса были гораздо крупнее, быстроходней и сильнее вооружены. «Иосино» имела четыре 6-дюймовых и восемь 4,7-дюймовых орудий, «Нанива» — два 10-дюймовых и шесть 6-дюймовых, «Акицусима» — четыре 6-дюймовых и шесть 4,7-дюймовых орудий; всего 30 орудий крупного и среднего калибра против шести китайских. Важнейшим преимуществом японцев был и фактор внезапности — китайцы не были готовы к тому, что японцы нападут на них без формального объявления о начале военных действий.

## Первые выстрелы войны
Около 5 часов утра «Цзиюань» и «Гуанъи» снялись с якоря и направились к выходу из бухты. Видимо, китайцы считали, что японцы могут попытаться как-то воспрепятствовать проходу «Гаошэн» в Асан, но едва ли предполагали, что война уже фактически начата. В этом случае, конечно, китайским канонеркам (кораблям береговой обороны) было бы выгоднее остаться в бухте и принять бой в её узостях.
Вблизи острова Пхундо два китайских корабля сблизились с тремя японскими. По официальной японской версии, китайцы не стали салютовать флагу адмирала Цубои, что японцы посчитали достаточным основанием для открытия огня. По другой версии, «Цзиюань», предварительно подняв белый флаг, первый выпустил в сторону «Нанивы» торпеду, прошедшую мимо. Японцы также утверждали, что думали увидеть в Асане посланные ранее в Корею дозорные корабли «Яэяма» и «Такао», а обнаружив вместо них китайцев, решили, что те потопили лёгкие японские суда. Впрочем, практически все независимые наблюдатели приходят к выводу о надуманности японских объяснений. Отряд Цубои с самого начала имел целью атаковать и уничтожить китайские корабли.
Около 8 часов утра крейсер «Нанива» открыл огонь по проходившему мимо «Цзиюаню». Расстояние между кораблями не превышало 300 ярдов (274 м). Это были первые выстрелы японо-китайской войны.

## Бой крейсеров

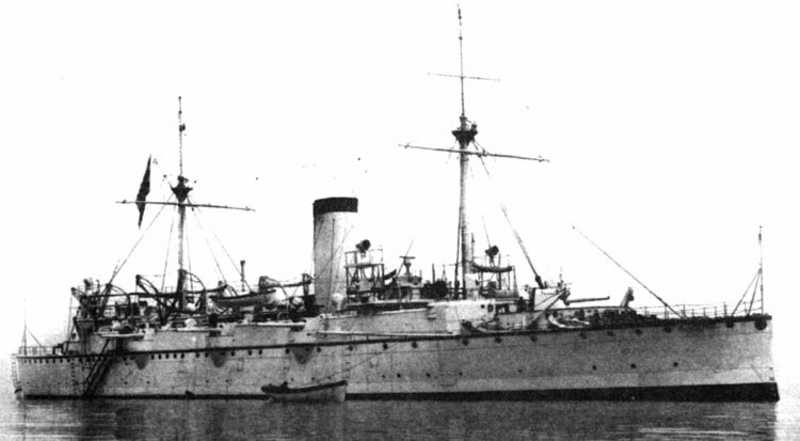
Крейсер «Нанива»

Крейсер «Цзиюань»

Внезапный огонь с близкой дистанции застал китайцев врасплох. Первыми же залпами «Нанивы» на «Цзиюане» были поражены боевая рубка и носовая башня с двумя 8-дюймовыми орудиями. Китайский крейсер потерял управление и способность сражаться — последнее 6-дюймовое орудие на корме не могло стрелять из-за установленного по мирному времени ютового тента. «Нанива» продолжала осыпать «Цзиюань» снарядами. Один из них, пробив борт, разнёс жилые помещения, другой, взорвавшись на кожухе трубы, убил несколько кочегаров, третий ударил в мачту. Корабль окутал дым пожаров от горящих обломков шлюпок, повсюду виднелись искалеченные трупы, искорёженные палуба и надстройки были залиты кровью.
Несмотря на тяжесть повреждений, «Цзиюань» не потерял ход. Пущенные с близкой дистанции японские снаряды рикошетили от броневой палубы, поэтому укрытые под ней котлы и судовые механизмы не пострадали. Находившийся на «Цзиюане» немецкий инструктор Гофман занялся налаживанием рулевого управления, протягивая под огнём временные румпель-тали. Когда штурвал снова стал действовать, «Цзиюань» получил шанс на спасение.
В это время второй китайский корабль — минный крейсер (торпедная канонерка) «Гуанъи» сам атаковал «Наниву», тем самым отвлекая огонь японцев на себя. В отличие от более старого «Цзиюаня», на «Гуанъи» были новые скорострельные орудия, из которых за короткий бой китайцы успели выпустить почти весь свой боезапас. «Гуанъи» обменивался огнём с «Нанивой», а затем и с подошедшей «Акицусимой». Китайский корабль был сильно поврежден, загорелся и начал тонуть. Капитан Линь Госян приказал выброситься на берег у острова Сиппхальдо. 79 уцелевших членов команды сошли на берег. Котел и минный погреб были подорваны. Через некоторое время к сидящему на рифах «Гуанъи» подошёл крейсер «Акицусима» и сделал по нему более тридцати выстрелов.

Взорванный «Гуанъи»

Между тем «Цзиюань» успел удалиться от занятых уничтожением «Гуанъи» японцев на значительное расстояние. В погоню за тихоходным китайским кораблем устремился флагман адмирала Цубои — «Ёсино», признанный при недавней сдаче в строй самым быстрым крейсером в мире. Тем не менее, «Цзиюаню» удалось оторваться от преследования и уйти в море. На следующий день «Цзиюань» пришел в Вэйхайвэй, поразив всех своим ужасным состоянием после боя: «Корабль имел вид старого, потерпевшего крушение судна. Мачта была прострелена на половине своей вышины, рулевой привод был изорван на куски, и снасти висели в беспорядке. Вид палубы был ужасен… Деревянные вещи, такелаж, обломки железа и мертвые тела — все валялось в общей куче… Огромные осколки брони и деревянной подкладки были сорваны со своих мест и прошли внутрь корабля, давя в безобразную массу множество бедняг, так что даже верхушки дымовых труб были забрызганы кровью…».
Бой продолжался час с четвертью. По официальным сообщениям японской стороны, у японцев убитых и раненых не было, только у нескольких матросов лопнули барабанные перепонки от стрельбы собственных орудий. Команда «Цзиюаня» потеряла 13 человек убитыми (в том числе 5 офицеров) и более 40 ранеными. На «Гуанъи» был 31 убитый, остальные во главе с Линь Госяном смогли добраться до корейского берега и были переправлены в Китай на английском корабле. Один китайский корабль был уничтожен, другой — сильно поврежден, но, всё же, сумел спастись.

## Что спасло «Цзиюань»
Успешный прорыв тихоходного «Цзиюаня» через заслон из трёх быстроходных вражеских крейсеров с самого начала вызывал вопросы. Согласно японской версии, догнать китайский корабль «Ёсино» помешал сгустившийся над морем туман и неполадки в машине. По утверждениям китайцев, они отразили нападение вражеского флагмана огнём последней оставшейся у них 6-дюймовой пушки. Чтобы пустить это орудие в действие, пришлось снести выстрелом в упор ютовый тент, хотя это и угрожало взрывом находившихся внизу мин. Против устаревшей 6-дюймовки на корме «Цзиюаня» у «Ёсино» было три стреляющих на нос 6-дюймовых скорострельных орудия. Взрыв японского снаряда уничтожил расчет китайского орудия, остался в живых лишь один человек, который продолжал вести огонь (современная китайская историография утверждает, что героев канониров было двое: наводчик Ван Гочэн и матрос Ли Шимао, подносивший снаряды). Фан Боцянь заявил, что выстрелы с «Цзиюаня» поразили «Ёсино» в боевую рубку, мостик, а также сбили одно из орудий, после чего японцы вышли из боя. Потери японцев, по его рапорту, составили 27 человек убитыми и несколько десятков ранеными, в том числе якобы был убит японский адмирал.

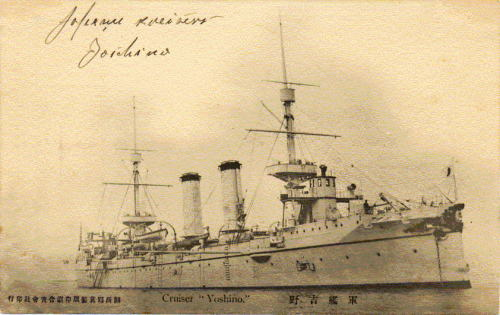
Крейсер «Ёсино»

При сомнительности подобной меткости, утверждения о том, что «Ёсино» получил в бою серьёзные повреждения представляются вполне обоснованным. Есть примеры признания этого и японцами. Известны воспоминания начальника медслужбы японского флота, в которых говорится, что в «Ёсино» у Асана попали дважды. Первый снаряд сбил гафель с мачты, второй пробил броневую палубу и влетел в машинное отделения, к счастью для японцев, не разорвавшись. Видимо, именно он стал причиной неполадок в машине японского крейсера, не позволивших ему догнать и добить «Цзиюань».

## Потопление «Гаошэн»

Китайские солдаты на судне, идущем в Корею. Иллюстрация из журнала «Нива»

Наиболее тяжёлые последствия для Китая имела гибель транспорта «Гаошэн», арендованного парохода британской частной компании, который перевозил из китайского порта Дагу в Корею 1100 китайских солдат и офицеров и 14 полевых орудий, а также большое количество другого военного снаряжения. На пароходе находился отставной немецкий майор К. фон Геннекен — бывший руководитель строительства баз Бэйянского флота, пытавшийся уехать через Корею на родину (по другой версии — остававшийся офицером-инструктором на службе Китая). За «Гаошэн» шло китайское посыльное судно «Цаоцзян» (капитан Ван Юнфа. 950 тонн водоизмещения, 8 узлов хода) — старая деревянная канонерка, с четырьмя 90-фунтовыми дульнозарядными орудиями.
В 9:00 25 июля «Гаошэн» подошёл к Асану. Приблизившаяся к пароходу «Нанива» дала сигнал остановиться. На «Гаошэн» был направлен офицер, который потребовал от английского капитана Т. Голсуорси следовать за японским крейсером. Геннекен после формального протеста (корабль являлся нейтральным, а война ещё не была объявлена) согласился принять японские требования. Однако китайские солдаты отказались подчиниться приказу о сдаче. В час дня, дождавшись возвращения своего офицера, с «Нанивы» передали сигнал иностранцам немедленно покинуть судно, после чего выпустили в «Гаошэн» торпеду (прошла мимо) и открыли огонь из орудий. Один из 10-дюймовых японских снарядов взорвал на пароходе котел, «Гаошэн» окутался тучей пара и угольной пыли, накренился и стал медленно погружаться в воду. Китайцы стреляли по «Наниве» из винтовок с палубы тонущего судна, японцы косили их из митральез и скорострельных малокалиберных орудий. Огонь с «Нанивы» не прекращался, даже когда через час «Гаошэн» затонул — японцы расстреливали китайцев на шлюпках и плававших в воде. На «Наниву» было поднято только несколько англичан. Около 300 китайцев всё же спаслись, добравшись вплавь до острова. Потом их вместе с Геннекеном вывезли оттуда в Китай нейтральные суда — французская и немецкая канонерки.
Около 14:00 «Акицусима» перехватила подошедший к району боя «Цаоцзян» и потребовала сдаться. Ван Юнфа не рискнул принять бой, и через полчаса 24 японских матроса и офицера с «Акицусима» высадились на борту «Цаоцзян». 82 плененных члена экипажа «Цаоцзян» были переведены на японский корабль «Яэяма», где их впоследствии видел спасенный японцами капитан Голсуорси.

## Итоги сражения
Первый морской бой ещё не объявленной войны принёс Китаю тяжёлые потери — он лишился двух кораблей и двух пехотных батальонов с артиллерией. Потери японцев были несущественны. План японцев оказался выполненным блестяще, но нельзя сказать, чтобы он делал им особую честь  —- писал анализировавший события японо-китайской войны русский лейтенант Н. Кладо.
Нападение без объявления войны и, особенно, потопление нейтрального транспорта, варварское истребление его пассажиров, терпящих бедствие — всё это явно нарушало тогдашние европейские нормы, которым Япония старалась соответствовать. Тем не менее, для японцев всё это сошло с рук. Мировая общественность была возмущена, но перевесили политические интересы. Британия даже простила Японии потопление корабля под своим флагом, оправдав в ходе судебного заседания действия японских командиров и сославшись на прецедент 1804 г. (!), когда Нельсон потопил несколько испанских торговых судов до официального начала войны между Испанией и Англией.
Относительно стрельбы по людям, находившимся в воде, нет никаких оправданий; это был акт варварский и вместе с тем жестокий, — писал по горячим следам историк флота Х. Вильсон, но, тут же, замечал. — Правда, японский командир мог сослаться на следующее обстоятельство: если бы он взял врагов к себе на борт, то они явились бы очень опасным элементом на палубе его собственного корабля, так как китайцы — невежественная, вероломная и жестокая раса, от которой нельзя ожидать, чтобы она подчинилась правилам войны".

## Интересные факты
Нетрудно заметить некоторое ситуационное сходство между боем у Асана и состоявшимся через 10 лет боем у Чемульпо в русско-японскую войну. «Цзиюань» и «Гуанъи», как в последующем «Варягу» и «Корейцу», пришлось в отрыве от основных своих сил выдержать бой с гораздо более сильной японской эскадрой. Как и позднее события в Чемульпо в России, в Китае бой у Асана вызвал большой патриотический подъём. Матросы Бэйянского флота были полны решимости отомстить японцам. Адмирал Дин Жучан отдал приказ не щадить врага, даже если он поднимет белый флаг.
Хотя «Цзиюань», в отличие от «Варяга», удалось прорваться, его командир Фан Боцянь награды не получил. Впоследствии капитана Фан Боцяня казнили за трусость в битве у Ялу. Адмирал Дин щедро наградил канонира «Цзиюань», поразившего японский крейсер, тот получил 1000 лян (около 2 тыс. рублей серебром по тогдашнему курсу), денежной премией был награждён и инструктор Гофман, сумевший исправить в бою рулевой привод.